# Randy Orton
Randal Keith „Randy” Orton (ur. 1 kwietnia 1980 w Knoxville w Tennessee) – amerykański wrestler i aktor. Obecnie występuje w federacji WWE w brandzie SmackDown.
Orton był w posiadaniu WWE Championship czternaście razy (ósme panowanie jako WWE World Heavyweight Championship). Jest czterokrotnym zdobywcą World Heavyweight Championship, a także jego ostatnim posiadaczem, unifikując mistrzostwo z WWE Championship. Orton reprezentuje trzecie pokolenie w rodzinie skupiającej się na wrestlingu; jego dziadek Bob Orton Sr., ojciec „Cowboy” Bob Orton i wujek Barry Orton byli częścią tego biznesu. Przed dostaniem się do głównego rosteru World Wrestling Federation (WWF, obecne WWE), Orton trenował i występował dla Mid-Missouri Wrestling Association-Southern Illinois Conference Wrestling. Następnie został przeniesiony do Ohio Valley Wrestling (OVW), w którym dwa razy zdobył OVW Hardcore Championship.
W 2003 stał się członkiem ugrupowania Evolution, dzięki czemu niedługo potem zdobył swój pierwszy tytuł w WWE, Intercontinental Championship. Przyswoił sobie przydomek „The Legend Killer” (pol. zabójca legend), gdzie prowokował i atakował weteranów wrestlingu oraz członków WWE Hall of Fame. W wieku 24 lat stał się najmłodszym posiadaczem World Heavyweight Championship. Po zdobyciu pasa opuścił szeregi Evolution i rozpoczął rywalizację z członkami grupy. W 2006 połączył siły z Edgem i w drużynie Rated-RKO zdobyli World Tag Team Championship. Po rozwiązaniu drużyny w 2007, Orton jednej nocy dwa razy zdobył WWE Championship. W 2008 był liderem grupy The Legacy, do której należeli Cody Rhodes i Ted DiBiase. Od 2013 do 2015 należał do stajni The Authority, której członkowie określali go „twarzą WWE”. Pod koniec 2016 dołączył do The Wyatt Family, w którym wraz z Brayem Wyattem i Lukiem Harperem zdobyli WWE SmackDown Tag Team Championship.
W swojej karierze, Orton panował jako mistrz szesnaście razy. Jest również zdobywcą walizki Money in the Bank z 2013, a także dwukrotnym zwycięzcą Royal Rumble matchu (2009 i 2017). Przepracował wiele walk wieczoru najważniejszych gal federacji, w tym WrestleManii XXV i WrestleManii XXX.

## Wczesne życie
Orton urodził się w Knoxville w stanie Tennessee. Jest synem Elaine i Boba Ortona Juniora, wnukiem Boba Ortona Seniora i bratankiem Barry’ego Ortona. Ma młodszego brata Nate’a, który jest komikiem, a także młodszą siostrę Rebeccę. Wiedząc jak trudno jest prowadzić życie i karierę wrestlingową, rodzice Ortona próbowali go przekonać by nie szedł w ich ślady. Orton uczęszczał do Hazelwood Central High School, w którym był amatorskim zapaśnikiem.
Po zdaniu liceum w 1998, Orton został zwerbowany do United States Marine Corps. W 1999 samowolnie uchylił się od obowiązków wojskowych, przez co został wydalony z wojska i trafił na 38 dni do wojskowego więzienia w Camp Pendleton.

## Kariera profesjonalnego wrestlera

### Treningi i wczesna kariera (2000–2001)
Orton zadebiutował w ringu w 2000 dla promocji Mid-Missouri Wrestling Association-Southern Illinois Conference Wrestling (MMWA-SICW) utworzonej przez Sama Muchnicka. Był tam trenowany przez miejscowych trenerów oraz jego ojca, Boba Ortona Juniora. Występował dla promocji przez około miesiąc. Pracował również jako sędzia w federacji World Organized Wrestling, w której pracował jego wujek Barry Orton.

### World Wrestling Federation/Entertainment/WWE

#### Ohio Valley Wrestling (2001–2002)
W 2001, Orton podpisał kontrakt z World Wrestling Federation (WWF) i został przydzielony do szkółki Ohio Valley Wrestling (OVW), w której kontynuował treningi. Występował tam z przyszłymi gwiazdami takimi jak Rico Constantino czy też The Prototype (John Cena), a także wraz z Bobbym Eatonem tworzył drużynę. Dwukrotnie zdobył OVW Hardcore Championship – raz pokonując Mr. Blacka 14 lutego 2001, a także Flasha Flanagana 5 maja 2001. W tym samym roku występował na wielu galach typu house show, między innymi 1 maja przegrywając z Billym Gunnem. Pod koniec roku zaczął częściej występować w dark matchach produkowanych przed emisją tygodniówek federacji, gdzie walczył między innymi z Chuckiem Palumbo, Stevenem Richardsem oraz Shawnem Stasiakiem.

#### Evolution (2002–2004)

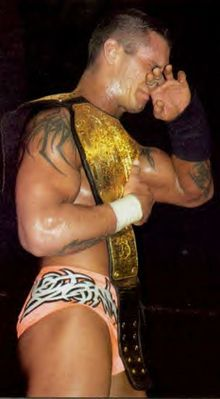
Orton stał się najmłodszym World Heavyweight Championem w historii WWE w 2004

Pierwszy występ Ortona dla WWF odbył się 16 marca 2002 podczas WrestleMania X8 Fan Axxess, gdzie został pokonany przez Tommy’ego Dreamera. Zadebiutował w programach WWF 25 kwietnia 2002 podczas tygodniówki SmackDown!. W kolejnych tygodniach w roli protagonisty walczył z Hardcore Hollym. We wrześniu 2002 został przeniesiony do brandu Raw, gdzie w debiucie został pokonany przez Steviego Richardsa. Jesienią odniósł kontuzję ramienia, co wymagało przerwy od występów. W międzyczasie federacja puszczała filmiki, na których Orton co tydzień informował fanów o stanie zdrowia. Podczas tych segmentów powoli zmieniano jego charakter w narcystycznego antagonistę.
Po powrocie do ringu w 2003, Orton dołączył do grupy Evolution, do której należeli również Ric Flair, Triple H oraz Batista. Grupa była mocno promowana na tygodniówkach Raw w 2003 i 2004, gdzie pod koniec 2003 wszyscy członkowie grupy posiadali tytuły mistrzowskie. Przez większość 2003, Orton pomagał Triple H podczas obron jego World Heavyweight Championship. Orton i Triple H byli częścią sześcioosobowego Elimination Chamber matchu o World Heavyweight Championship na gali SummerSlam, gdzie Ortonowi zależało na obronie tytułu przez jego przyjaciela z grupy.
Jesienią 2003, Orton zaczął określać siebie mianem „The Legend Killera” (pol. zabójcy legend), gdzie przedstawiał się fanom jako przyszłość profesjonalnego wrestlingu. Prowokował wielu wrestlingowych weteranów oraz członków WWE Hall of Fame. Z pomocą jego mentora Rica Flaira, Orton pokonał Shawna Michaelsa na gali Unforgiven; walka miała przydomek „Legend versus Legend Killer”. W międzyczasie zaczął korzystać z ruchu RKO (jumping cutter), z którego do dzisiaj słynie. Na grudniowej gali Armageddon, Orton pokonał Roba Van Dama i zdobył WWE Intercontinental Championship, które było jego pierwszym tytułem w federacji. Był mistrzem przez siedem miesięcy, gdzie jako najdłużej panujący mistrz od siedmiu lat zawalczył z pół-emerytowanym wrestlerem Mickiem Foleyem. Na kwietniowej gali Backlash, Orton pokonał Foleya w hardcore matchu, w którym użyto pinezek, drutów kolczastych oraz innych przyrządów. Dwa miesiące później na gali Bad Blood obronił pas w walce z Sheltonem Benjaminem. Utrata tytułu nastąpiła w lipcu na Vengeance, gdzie przegrał z Edgem.

#### Rywalizacje o mistrzostwa (2004–2006)
Po utracie Intercontinental Championship, Orton stał się pretendentem do tytułu World Heavyweight Championship po tym jak wygrał 20-osobowy Battle Royal z 26 lipca. Na gali SummerSlam, Orton pokonał Chrisa Benoit i w wieku 24 lat stał się najmłodszym mistrzem w historii. Po walce uścisnęli sobie dłoń. Dobę później obronił tytuł w walce, po czym do ringu wkroczyła grupa Evolution, która po fałszywej celebracji zaatakowała Ortona. Flair, Batista i Triple H nakazali Ortonowi oddać mistrzostwo dla Triple H, lecz ten napluł mu na twarz i zaatakował pasem, tym samym stając się facem i rozpoczynając nową rywalizację. Miesiąc później na gali Unforgiven, Orton stracił mistrzostwo na rzecz Triple H. Szukając zemsty, przez kolejne tygodnie Orton atakował poszczególnych zawodników grupy. Na gali Taboo Tuesday, Orton pokonał Rica Flaira w Steel Cage matchu. W listopadzie na Survivor Series poprowadził swoją drużynę do zwycięstwa w 4-on-4 Survivor Series matchu, gdzie zwycięzcy byli generalnymi menedżerami tygodniówki Raw na jeden odcinek. Orton otrzymał kolejną szansę na mistrzostwo w styczniu 2005, lecz przegrał w sześcioosobowym Elimination Chamber matchu na gali New Year’s Revolution. 10 stycznia na Raw, Orton pokonał Batistę i ponownie mógł zawalczyć z Triple H, lecz przegrał z mistrzem na gali Royal Rumble.

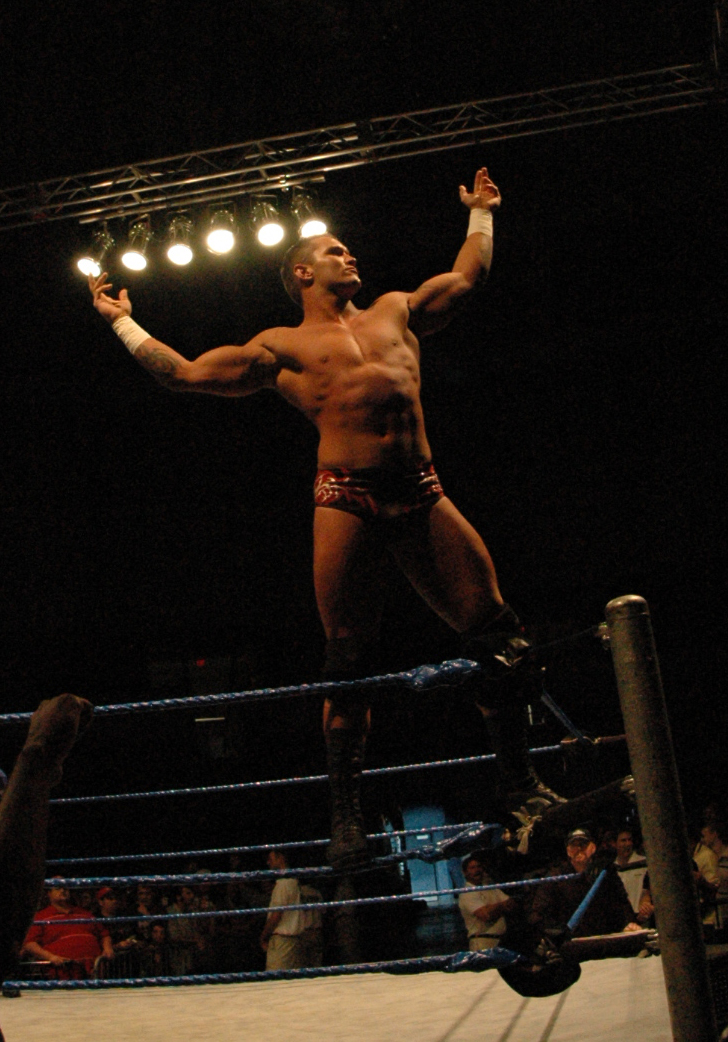
Orton wykonujący swoją charakterystyczną pozę.

W lutym 2005, Orton zaczął flirtować ze Stacy Keibler oraz rywalizować z Christianem. 28 lutego na Raw pojawił się Superstar Billy Graham, który dał Ortonowi radę, aby „zrobił coś, czego nie zrobił jeszcze żaden inny wrestler”. Orton wyprodukował kopię magazynu SmackDown!, na okładce której znalazł się The Undertaker. Poszedł za radą Grahama i zdecydował, że będzie pierwszym zawodnikiem, który przerwie słynne pasmo zwycięstw Undertakera na WrestleManii. W marcu 2005, Orton ponownie zaczął ukazywać cechy heela, gdzie między innymi wymierzył ruch RKO na bezbronnej Stacy Keibler. Orton ponownie zaczął zadzierać z legendami WWE, przykładowo gdy Jake Roberts zalecał Ortonowi by nie przedrzeźniał 'Takera, Orton wykonał mu RKO. Na WrestleManii 21 pomimo interwencji ze strony „Cowboya” Boba Ortona, Randy przegrał walkę z Undertakerem.

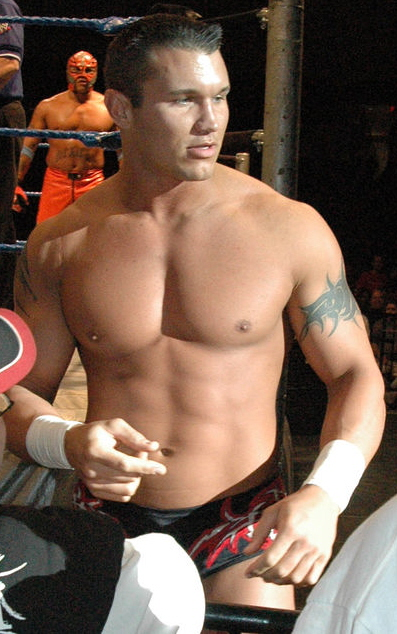
Orton na gali typu house show w 2005

Następnej nocy na Raw, Orton zawalczył z Batistą, który dzień wcześniej zdobył World Heavyweight Championship; twierdził w telewizji, że ponownie kontuzjował swoje ramię. Orton został przeniesiony do brandu SmackDown jako drugi wybór w drafcie. Ponowił rywalizację z The Undertakerem, którego pokonał na gali SummerSlam. Dwa miesiące później, Orton i jego ojciec pokonali Undertakera w handicap Casket matchu, gdzie po walce podpalili trumnę 'Takera. W następnym miesiącu, Orton zastąpił zmarłego Eddiego Guerrero jako członka drużyny SmackDown w walce z drużyną Raw na gali Survivor Series; wygrał pojedynek jako jedyny ocalały. Na tej samej gali powrócił The Undertaker, który zaatakował celebrujące gwiazdy SmackDown. Rywalizacja zakończyła się Hell in a Cell matchem na gali Armageddon, gdzie Undertaker pokonał Ortona w półgodzinnym pojedynku.
Po gali Armageddon, Orton wziął udział w 2006 Royal Rumble matchu jako trzydziesty i ostatni zawodnik, lecz został wyeliminowany przez Reya Mysterio. Walkę wygrał Mysterio, który otrzymał szansę na walkę o World Heavyweight Championship na WrestleManii 22. W kolejnych tygodniach, Orton próbował przekonać Mysterio do walki na gali No Way Out, gdzie stawką miało być miano pretendenta – prócz tego, Orton kontrowersyjnie wypowiadał się na temat zmarłego Guerrero (przyjaciela Mysterio). Wielu fanów twierdziło, że komentarze Ortona – nawet by wzbudzić negatywne reakcje odgrywanej postaci – były nie na miejscu. Orton pokonał Mysterio na gali No Way Out, tym samym stając się pretendentem. Generalny menedżer Theodore Long przywrócił Mysterio jako drugiego pretendenta, wskutek czego na WrestleManii odbył się pojedynek pomiędzy Ortonem, Mysterio i mistrzem Kurtem Anglem. Pojedynek i mistrzostwo wygrał Mysterio.

#### Rated-RKO (2006–2007)
4 kwietnia 2006, Orton został zawieszony na sześćdziesiąt dni za „nieprofesjonalne zachowanie”. W wywiadzie Orton powiedział, że po powrocie skupi się na byciu raz jeszcze mistrzem. W celu ukrycia tego faktu w programach WWE zdecydowano się na scenariusz, w którym Kurt Angle złamał kostkę Ortona. Orton powrócił w czerwcu i dołączono go do brandu Raw, gdzie rozpoczął rywalizację z Anglem. Zawalczył z nim na gali One Night Stand i Vengeance, po czym rozpoczął feud z Hulkiem Hoganem. W celu podsycenia rywalizacji zaczął flirtować z jego córką Brooke. Na gali SummerSlam zawalczyli ze sobą w „Legend vs. Legend Killer” matchu, który wygrał Hogan.

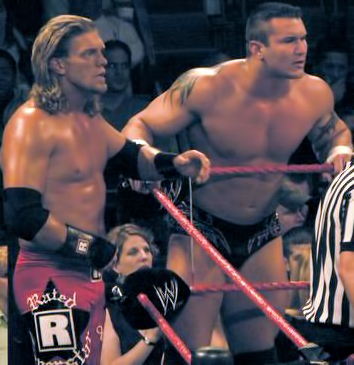
Edge i Orton jako Rated-RKO

Po przekształceniach D-Generation X (DX) (tag-teamu Triple H i Shawna Michaelsa) i po tym jak powodowali przegrane Edge’a o WWE Championship, Edge namówił Ortona do połączenia sił i uformowania drużyny. Z powodu jego przeszłości z Triple H, Orton zgodził się na to i wspólnie utworzyli Rated-RKO. Duo szybko zdominowało dywizję tag-team i wspólnie zdobyli World Tag Team Championship. W celu rozognienia rywalizacji, Rated-RKO zaatakowało Rica Flaira stalowym krzesełkiem. Na gali New Year’s Revolution, Rated-RKO obroniło tytuły w walce z DX, kiedy to Triple H odniósł prawdziwą kontuzję. Z powodu braku partnera, Shawn Michaels wybrał Johna Cenę jako nowego partnera – wspólnie pokonali Rated-RKO i zdobyli tytuły tag team. Po utracie tytułów, Edge i Orton zaczęli skupiać się na zdobyciu WWE Championship. Wzięli udział w triple threat matchu z Michaelsem, który to wygrał pojedynek i stał się pretendentem do tytułu na WrestleManię 23. Na gali, Orton i Edge wzięli udział w Money in the Bank ladder matchu, który wygrał Mr. Kennedy. Zawalczyli o WWE Championship w fatal four-way matchu na gali Backlash, lecz Cena obronił mistrzostwo. Współpraca Edge’a i Ortona dobiegła końca, gdy Edge został przeniesiony do brandu SmackDown. Orton kontynuował występy jako „Legend Killer”, między innymi pokonując Michaelsa na majowej gali Judgment Day. W kolejnych rywalizacjach, Orton walczył z Robem Van Damem, Rikiem Flairem, Dustym Rhodesem i Sgt. Slaughterem. W międzyczasie komentatorzy zaczęli określać Ortona jako „The Viper” (pol. żmija).

#### WWE Champion (2007–2011)

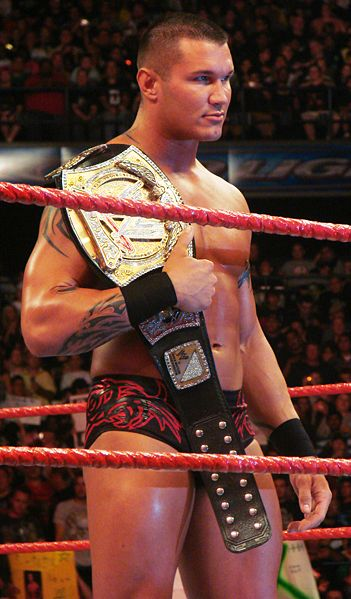
Orton podczas pierwszego panowania jako WWE Champion

23 lipca na Raw, Orton został wybrany pretendentem do WWE Championship, które było w posiadaniu Johna Ceny. Trzy tygodnie przed ich walką na SummerSlam, Orton brutalnie zaatakował Cenę wykonując mu RKO. Ostatecznie Orton przegrał walkę z Ceną. Następnej nocy na tygodniówce Raw, Orton zażądał rewanżu, lecz generalny menedżer Raw William Regal nie przyznał mu go, wskutek czego Orton zainterweniował w walce Ceny i kopnął w głowę jego ojca. Mr. McMahon przyznał Ortonowi rewanż na galę Unforgiven, lecz Cena obronił mistrzostwo przez dyskwalifikację. Po walce, ojciec Ceny odwdzięczył się kopnięciem w głowę Ortona. Przed październikową galą No Mercy, Cena odniósł kontuzję podczas jednej z walk na Raw, po której Orton ponownie go zaatakował.
Na start gali No Mercy, Mr. McMahon podarował Ortonowi WWE Championship, które Cena musiał zawiesić z powodu kontuzji. Orton stracił tytuł tej samej nocy na rzecz Triple H, lecz dwie godziny później wykorzystał klauzulę rewanżową i odzyskał mistrzostwo w Last Man Standing matchu. Orton ponowił rywalizację z Shawnem Michaelsem, który powrócił 8 października na odcinku Raw i wykonał mu ruch superkick. Na gali Cyber Sunday, Michaels został wybrany przez fanów rywalem Ortona, lecz ten zdołał obronić tytuł. Orton wygrał w rewanżu na gali Survivor Series. Pod koniec roku rozpoczął rywalizację z Jeffem Hardym, którego na początku roku pokonał na gali Royal Rumble. Na tej samej gali powrócił Cena, który wygrał 2008 Royal Rumble match. Zamiast walki z Ortonem na WrestleManii XXIV, Cena zadecydował by zawalczyć z nim miesiąc wcześniej na gali No Way Out. Orton specjalnie zdyskwalifikował się podczas walki i obronił mistrzostwo. Na WrestleManii, Orton obronił WWE Championship w walce z Ceną i Triple H.

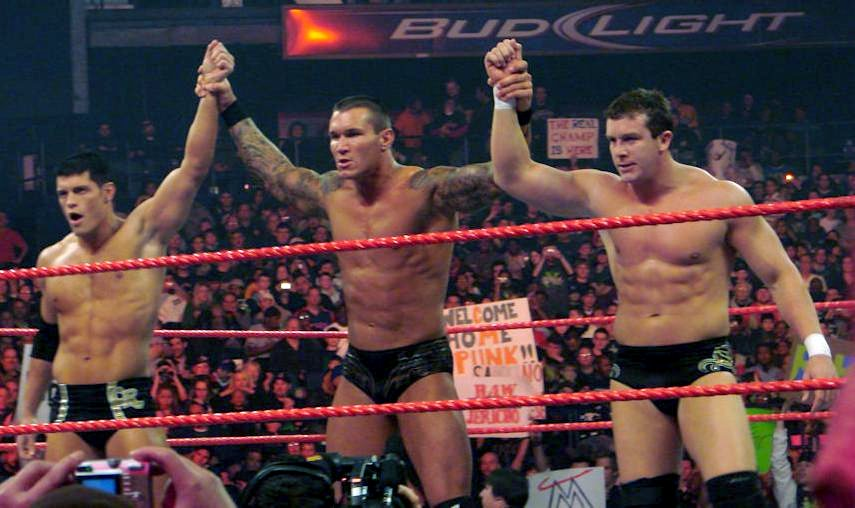
Randy Orton (pośrodku) z Codym Rhodesem i Tedem DiBiasem jako grupa The Legacy

W następnym miesiącu na gali Backlash, Orton stracił tytuł na rzecz Triple H, gdzie w walce wystąpili również Cena i JBL. Po nieudanym odzyskaniu pasa na Judgment Day, Orton ponownie przegrał z Triple H w Last Man Standing matchu z gali One Night Stand, podczas której złamał obojczyk.
Po umożliwionym powrotu do ringu, Orton ponownie kontuzjował obojczyk w wypadku motocyklowym. Powrócił 1 września na tygodniówce Raw, gdzie skrytykował wszystkich panujących mistrzów, w tym posiadaczy World Tag Team Championship Cody’ego Rhodesa i Teda DiBiasego. Zainspirowało ich to, by zdobyć szacunek ze strony Ortona. Na gali Unforgiven, cała trójka oraz Manu zaatakowali posiadacza World Heavyweight Championship CM Punka, przez co ten musiał zawiesić mistrzostwo. Orton powrócił do ringu 3 listopada na Raw, gdzie przegrał z Punkiem przez dyskwalifikację gdy zainterweniował DiBiase. W rezultacie Orton kopnął DiBiasego w głowę. 1 grudnia na Raw, Orton zaproponował Rhodesowi i Manu współpracę. Znani już jako The Legacy, Orton, Manu i Rhodes pokonali Batistę i Triple H w three-on-two handicap matchu.

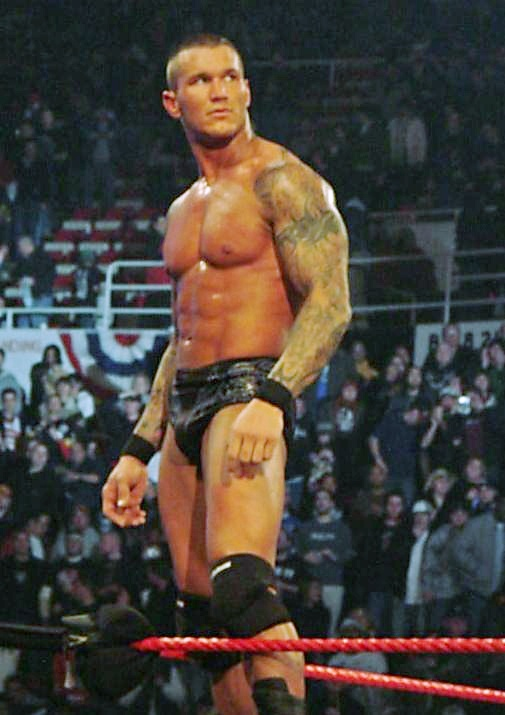
Orton po wygranej 2009 Royal Rumble matchu

Orton rozpoczął rywalizację z rodziną McMahonów. 19 stycznia 2009 na odcinku Raw skonfrontował się z Mr. McMahonem i Stephanie McMahon twierdząc, że jest więcej wart od nich wszystkich. Po nazwaniu Stephanie bezwartościową, Mr. McMahon chciał zwolnić Ortona, lecz ten zdążył wykonać właścicielowi federacji kopnięcie w głowę. Tego samego miesiąca na gali Royal Rumble, Orton wygrał tegoroczny Royal Rumble match eliminując jako ostatniego Triple H. Następnej nocy na Raw wyjaśnił swój atak cierpieniem na zaburzenie eksplozywne przerywane. Dodał, że przez to nie może zostać zwolniony przez WWE. Stephanie znalazła inny plan i ogłosiła powrót Shane’a McMahona, który zaatakował Ortona. Orton zdołał pokonać Shane’a w No Holds Barred matchu na gali No Way Out. Dobę później na Raw ponownie zawalczył z Shane’em w walce bez zasad, która zakończyła się bez rezultatu gdy kopnął swojego przeciwnika w głowę. Stephanie przybiegła na pomoc swojemu bratu, lecz sama otrzymała RKO. Ze względu na to do rywalizacji przyłączył się Triple H, który chciał się zemścić za atak na jego żonie (w scenariuszu i w rzeczywistości). Orton stwierdził, że całość to zemsta za wyrzucenie go z grupy Evolution pięć lat wcześniej, przez co Triple H „zrujnował jego życie” i tym samym chciał się odwdzięczyć. Zawalczył z nim o WWE Championship w walce wieczoru WrestleManii XXV, lecz przegrał pojedynek. Odzyskał mistrzostwo w następnym miesiącu na gali Backlash, gdzie przypiął Triple H w sześcioosobowym tag-team matchu pomiędzy The Legacy, Triple H, Batistą i Shane’em McMahonem. Na gali Extreme Rules stracił tytuł na rzecz Batisty w Steel Cage matchu. Następnej nocy na Raw, Orton i Legacy złamało rękę Batisty, wskutek czego ten musiał zawiesić tytuł.
15 czerwca na Raw, Orton po raz czwarty zdobył tytuł w fatal 4-way matchu, w którym pokonał Triple H, Johna Cenę i Big Showa. We wrześniu na gali Breaking Point stracił tytuł na rzecz Ceny przegrywając z nim w „I Quit” matchu. Odzyskał tytuł od Ceny w Hell in a Cell matchu na tytułowej gali. Na gali Bragging Rights, Cena przezwyciężył Ortona w godzinnym Iron Man matchu.
Po zwycięskiej rywalizacji z Kofim Kingstonem, 11 stycznia 2010 na Raw, Orton wygrał triple threat match o miano pretendenta do tytułu należącego przez Sheamusa na galę Royal Rumble. Przegrał pojedynek przez dyskwalifikację z powodu interwencji Rhodesa; po walce zaatakował Rhodesa i DiBiasego. 15 lutego na Raw, Orton ponownie został zdyskwalifikowany w rewanżu. Orton i DiBiase wzięli udział w Elimination Chamber matchu o mistrzostwo na tytułowej gali, gdzie DiBiase wyeliminował Ortona po ataku stalową rurką, którą dał mu Rhodes. Następnej nocy na Raw, Orton oficjalnie stał się facem po raz pierwszy od 2005, kiedy to zaatakował ich obu podczas sześcioosobowego tag-team matchu. Na WrestleManii XXVI, Orton pokonał Rhodesa i DiBiasego w triple threat matchu.
Po rozwiązaniu The Legacy, Orton zawalczył z Jackiem Swaggerem o World Heavyweight Championship na kwietniowej gali Extreme Rules, lecz przegrał pojedynek. Rozpoczął rywalizację z Edgem, który spowodował jego porażkę w walce o miano pretendenta na galę Over the Limit; w pojedynku na tej gali, Orton kontuzjował swoje prawe ramię, zaś sama walka zakończyła się podwójnym wyliczeniem pozaringowym. W czerwcu na gali Fatal 4-Way, Orton przegrał w fatal 4-way matchu o WWE Championship, który odzyskał Sheamus. 19 lipca na Raw wygrał walkę o miano pretendenta, dzięki czemu zmierzył się z Sheamusem na gali SummerSlam. Sheamus został zdyskwalifikowany, dzięki czemu obronił tytuł.

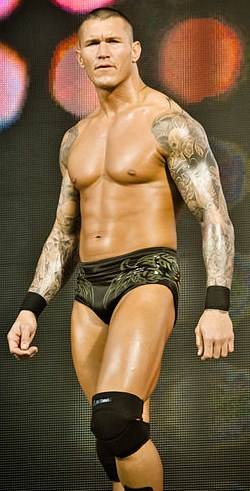
Orton na gali Tribute to the Troops w 2010

Na gali Night of Champions Orton pokonał Johna Cenę, Chrisa Jericho, Wade’a Barretta, Edge’a i Sheamusa w Six-pack challenge elimination matchu stając się posiadaczem WWE Championship po raz szósty. Po skutecznej obronie tytułu w walce z Sheamusem na gali Hell in a Cell, Orton rozpoczął rywalizację z Barrettem, który szantażował Cenę by pomógł mu zdobyć tytuł od Ortona. Mistrz pokonał Barretta na galach Bragging Rights i Survivor Series, a także 22 listopada na odcinku Raw. Po trzeciej walce, The Miz wykorzystał swój kontrakt Money in the Bank i szybko pokonał Ortona zagarniając tytuł. Orton przegrał z Mizem w tables matchu na gali TLC: Tables, Ladders & Chairs, a także w styczniu na Royal Rumble. W drugiej walce zainterweniował lider grupy The New Nexus CM Punk, z którym Orton rozpoczął rywalizację.
W lutym na gali Elimination Chamber, Orton stracił miano pretendenta do WWE Championship na rzecz Johna Ceny. Przez kolejne trzy tygodnie kontuzjował wszystkich członków New Nexusa: Husky’ego Harrisa, Michaela McGillicutty’ego, Davida Otungę i Masona Ryana. Na WrestleManii XXVII, Orton przypiął Punka po wykonaniu RKO w powietrzu. 11 kwietnia na Raw, McGillicutty, Otunga i Ryan powrócili, by spowodować porażkę Ortona o miano pretendenta do WWE Championship. Dwa tygodnie później podczas draftu, Orton został przeniesiony do brandu SmackDown, zaś na gali Extreme Rules zdołał pokonać Punka w Last Man Standing matchu.

#### World Heavyweight Champion (2011–2012)
6 maja podczas odcinka SmackDown, Orton otrzymał szansę na walkę o World Heavyweight Championship z Christianem. Pokonał go w walce wieczoru tygodniówki i drugi raz w karierze stał się posiadaczem tego tytułu. Panowanie Christiana trwało jedynie dwa dni. Na galach Over the Limit i Capitol Punishment, Orton skutecznie obronił tytuł w walkach z Christianem. W lipcu na gali Money in the Bank, Orton zawalczył z Christianem w walce, w której gdyby Orton został zdyskwalifikowany, Christian zdobyłby tytuł. Podczas walki Christian na tyle sprowokował Ortona, że ten kopnął swojego rywala w krocze powodując dyskwalifikację i tracąc tytuł. Jednakże miesiąc później na gali SummerSlam, Orton odzyskał tytuł od Christiana w No Holds Barred matchu. Obaj zakończyli swoją rywalizację w Steel Cage matchu, który Orton wygrał 30 sierpnia na SmackDown. Pretendentem do tytułu Ortona stał się Mark Henry, który przez kolejne tygodnie regularnie obijał mistrza. Na wrześniowej gali Night of Champions, Orton stracił swój tytuł na rzecz Henry’ego, po czym w październiku na Hell in a Cell nie zdołał odzyskać tytułu. 14 października na odcinku SmackDown, Orton wygrał 41-osobowy największy Battle Royal w historii federacji o miano pretendenta, ale przegrał walkę z Henrym z powodu interwencji Cody’ego Rhodesa. Orton zdołał pokonać Rhodesa na gali Vengeance, a także w Street Fighcie z edycji SmackDown z 4 listopada.
Orton ponowił rywalizację z Wadem Barrettem, kiedy to obaj zostali wybrani kapitanami swoich drużyn w 5-on-5 Survivor Series elimination matchu. 11 listopada na SmackDown, Orton przegrał walkę z Barrettem, lecz trzy dni później na Raw zdołał wygrać w rewanżu. Drużyna Ortona została pokonana na gali Survivor Series, gdzie Barrett i Cody Rhodes byli jedynymi ocalałymi. Barrett kontynuował ataki na Ortonie podczas i po jego walkach. Na gali Tables, Ladders and Chairs, Orton pokonał Barretta w tables matchu. Barrett i Orton kontynuowali rywalizację do końca roku. 30 grudnia na SmackDown podczas ich Falls Count Anywhere matchu, Barrett zepchnął Ortona ze schodów, przez co Orton został kontuzjowany i nie występował przez miesiąc. 3 lutego na SmackDown, Orton pokonał Barretta w No Disqualification matchu kończącym ich rywalizację.
13 lutego na tygodniówce Raw SuperShow, Orton odniósł wstrząśnienie mózgu po ataku ze strony World Heavyweight Championa Daniela Bryana. Kontuzja uniemożliwiła mu występ w Elimination Chamber matchu na tytułowej gali i został zastąpiony przez Santino Marellę. Orton powrócił 2 marca na SmackDown i przegrał z Bryanem ze względu na interwencję ze strony Kane’a. Trzy dni później na Raw SuperShow, Orton wykonał Kane’owi RKO po jego walce z R-Truthem. Na WrestleManii XXVIII, Orton został pokonany przez Kane’a w singlowym pojedynku. Orton zrewanżował mu się na najbliższym SmackDown w No Disqualification matchu, a także na gali Extreme Rules w Falls Count Anywhere matchu.
30 kwietnia na Raw, Orton był częścią Beat the Clock challenge, w którym wyłoniono pretendenta do WWE Championship na galę Over the Limit; pokonał Jacka Swaggera w 4:16 przebijając czas The Miza o dwie sekundy, lecz jego czas pobił Daniel Bryan. Na najbliższej tygodniówce Raw SuperShow, Orton przypadkowo otrzymał Brogue Kick od jego tag team partnera Sheamusa, po czym Orton i ich przeciwnicy Chris Jericho i Alberto Del Rio zażądali walki o tytuł Sheamusa. W czteroosobowej walce na gali Over the Limit, World Heavyweight Championship pozostało w rękach Sheamusa. 30 maja, WWE zawiesiło Ortona na 60 dni za drugie złamanie przepisów antydopingowych.

#### Różne współprace i rywalizacje (2012–2013)
Orton powrócił 30 lipca na Raw, gdzie pokonał Heatha Slatera. Orton rozpoczął rywalizację z posiadaczem walizki Money in the Bank Dolphem Zigglerem po tym, jak wymierzył mu RKO gdy ten chciał wykorzystać swój kontrakt 24 sierpnia na SmackDown. Tydzień później zawalczyli w walce, którą wygrał Orton. Trzy dni później na Raw, Ziggler zrewanżował mu się i odniósł nieczyste zwycięstwo. Ostatnia walka odbyła się na gali Night of Champions, którą wygrał Orton. 28 września na SmackDown, Orton miał zawalczyć z Big Showem o miano pretendenta do World Heavyweight Championship, lecz przed walką zaatakował go Alberto Del Rio. Orton pokonał Del Rio w singlowej walce na gali Hell in a Cell. 6 listopada na SmackDown, Orton pokonał go ponownie w Falls Count Anywhere matchu wykonując RKO na stalowe schodki. Na gali Survivor Series, drużyna Zigglera (do której należał również Del Rio) pokonała drużynę Micka Foleya, do której należał Orton. Rywalizacja z Del Rio zakończyła się zwycięstwem Ortona następnej nocy w two-out-of-three falls matchu.
3 grudnia na Raw, Orton rozpoczął rywalizację z grupą The Shield, która go zaatakowała po jego walce z Bradem Maddoxem. 14 grudnia na SmackDown ponownie został przez nich zaatakowany i „kontuzjowany”; w zamierzeniu Orton miał wyleczyć kontuzję ramienia. Powrócił na początku 2013, gdzie pomógł Sheamusowi i Rybackowi przezwyciężyć Shield. 1 lutego na SmackDown, Orton pokonał byłego rywala Wade’a Barretta i zakwalifikował się do Elimination Chamber matchu o World Heavyweight Championship. Na tytułowej gali, Orton wyeliminował Marka Henry’ego i Chrisa Jericho, lecz sam został wyeliminowany przez zwycięzcę, Jacka Swaggera. W lutym, Orton sprzymierzył się z Sheamusem by przeciwstawić się grupie The Shield i Big Showowi. 15 marca na SmackDown, Orton i Sheamus wybrali Rybacka jako ich partnera w sześcioosobowej walce na WrestleManii 29. Ostatecznie Ryback został wykluczony, gdyż zawalczył w solowej walce, wskutek czego ich partnerem stał się Big Show, który już nie współpracował z grupą Shield. 7 kwietnia na Wrestleanii, Orton, Sheamus i Show zostali pokonani przez The Shield, gdyż Show zdradził swój zespół i wykonał Ortonowi cios pięścią. W ramach zemsty, Orton pokonał Showa w Extreme Rules matchu na gali Extreme Rules. Rozpoczął współpracę z Danielem Bryanem by powstrzymać The Shield. 14 czerwca na tygodniówce SmackDown, Orton, Bryan i Kane jako pierwsza drużyna pokonała The Shield na telewizyjnej gali. Trzy dni później na gali Payback, Orton i Bryan nie zdołali pokonać Romana Reignsa i Setha Rollinsa o WWE Tag Team Championship. Następnej nocy na Raw, Orton i Bryan zmierzyli się w no disqualification matchu, który wygrał Orton po zatrzymaniu walki przez sędziego, gdyż Bryan odniósł kontuzję. Cztery dni później na SmackDown został pokonany przez Bryana. Na kolejnym odcinku Raw po uzyskaniu braku rezultatu z ich trzeciej walki, Bryan pokonał Ortona w Street Fight matchu.

#### The Authority (2013–2015)

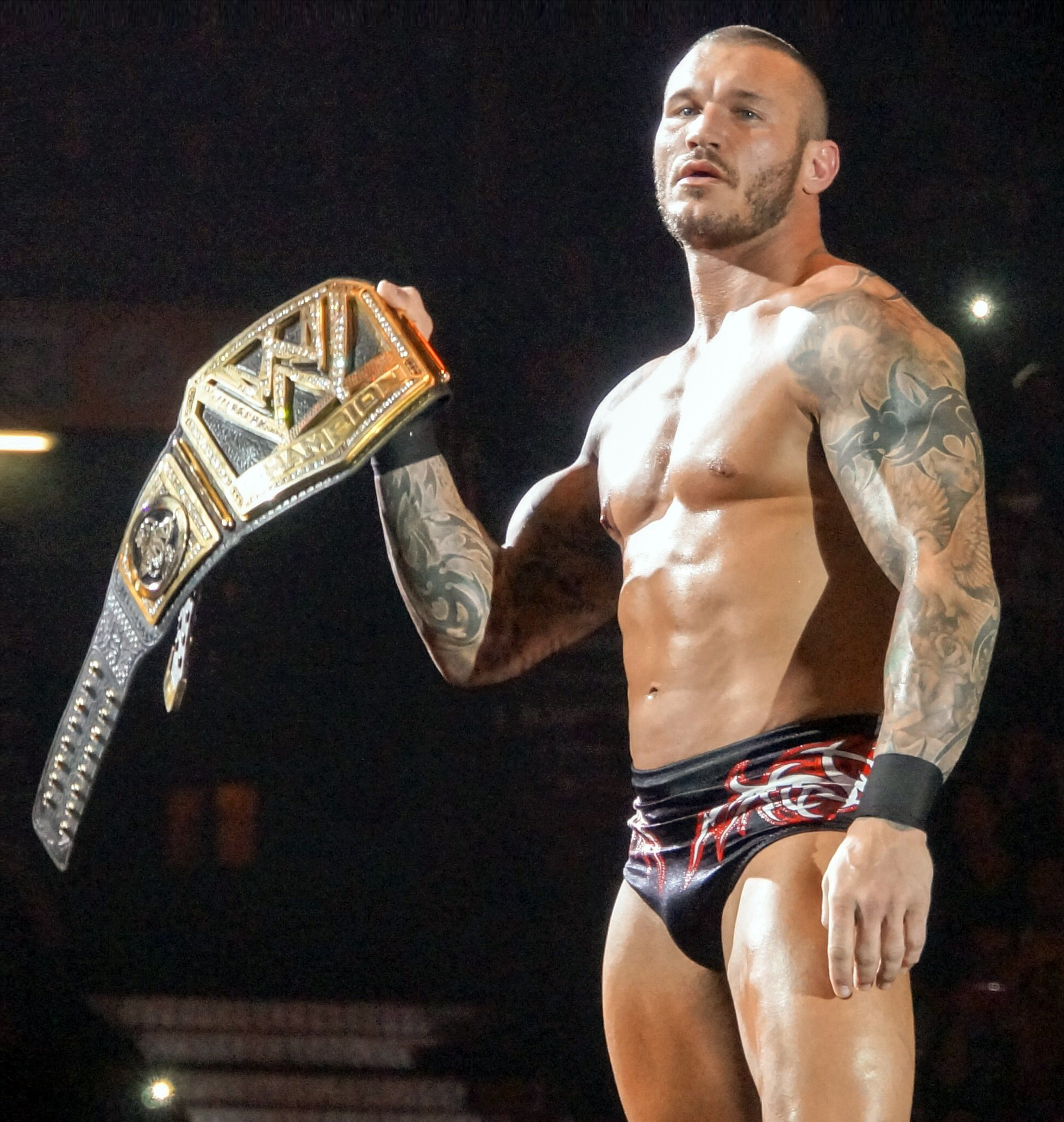
Orton jako WWE Champion w listopadzie 2013

14 lipca na gali Money in the Bank, Orton pokonał Christiana, CM Punka, Daniela Bryana, Roba Van Dama i Sheamusa zdobywając walizkę Money in the Bank używanej na tytuł WWE Championship. 18 sierpnia na gali SummerSlam, Orton stał się heelem po raz pierwszy od 2010, kiedy to wykorzystał kontrakt na nowym WWE Championie Danielu Bryanu; nowy mistrz został zaatakowany przez sędziego specjalnego Triple H, który pomógł Ortonowi wykorzystać walizkę i zdobyć tytuł po raz siódmy. Następnej nocy na tygodniówce Raw, Triple H i Stephanie McMahon utworzyli frakcję The Authority, gdzie Orton był jego członkiem jako „twarz federacji”.
Na wrześniowym Night of Champions, Orton stracił tytuł z powrotem na rzecz Bryana, lecz Triple H pozbawił go tytułu dobę później na Raw, gdyż sędzia pojedynku Scott Armstrong za szybko wykonał odliczenie przypięcia. Orton i Bryan zawalczyli ze sobą 6 października na gali Battleground, lecz pojedynek o zawieszone mistrzostwo zakończył się bez rezultatu, gdyż Big Show znokautował obu uczestników. Kolejny ich pojedynek odbył się w Hell in a Cell matchu na tytułowej gali, gdzie Orton odzyskał mistrzostwo po tym jak sędzia specjalny Shawn Michaels wykonał Bryanowi Sweet Chin Music za atak na Triple H.
24 listopada na Survivor Series, po skuteczniej obronie tytułu w pojedynku z Big Showem, Orton skonfrontował się z World Heavyweight Championem i wieloletnim rywalem Johnem Ceną. Następnej nocy na Raw, Cena zasugerował, że w federacji powinien być jeden światowy mistrz, wskutek czego Triple H wyznaczył walkę unifikującą oba tytuły na grudniową galę TLC. 15 grudnia, Orton pokonał Cenę w Tables, Ladders, and Chairs matchu, gdzie zunifikował oba tytuły w WWE World Heavyweight Championship (kontynuacja WWE Championship) i był ostatnim World Heavyweight Championem. W styczniu na gali Royal Rumble obronił tytuł w rewanżu z Ceną. 23 lutego na gali Elimination Chamber pokonał Cesaro, Christiana, Daniela Bryana, Johna Cenę i Sheamusa broniąc swojego WWE World Heavyweight Championship. Wystąpił w walce wieczoru WrestleManii XXX, gdzie bronił tytułu w walce z Batistą (zwycięzca Royal Rumble matchu) i Bryanem (pokonał Triple H w walce otwierającej galę i tym samym dołączył do walki). Pojedynek wygrał Daniel Bryan, który zakończył 161-dniowe panowanie Ortona.

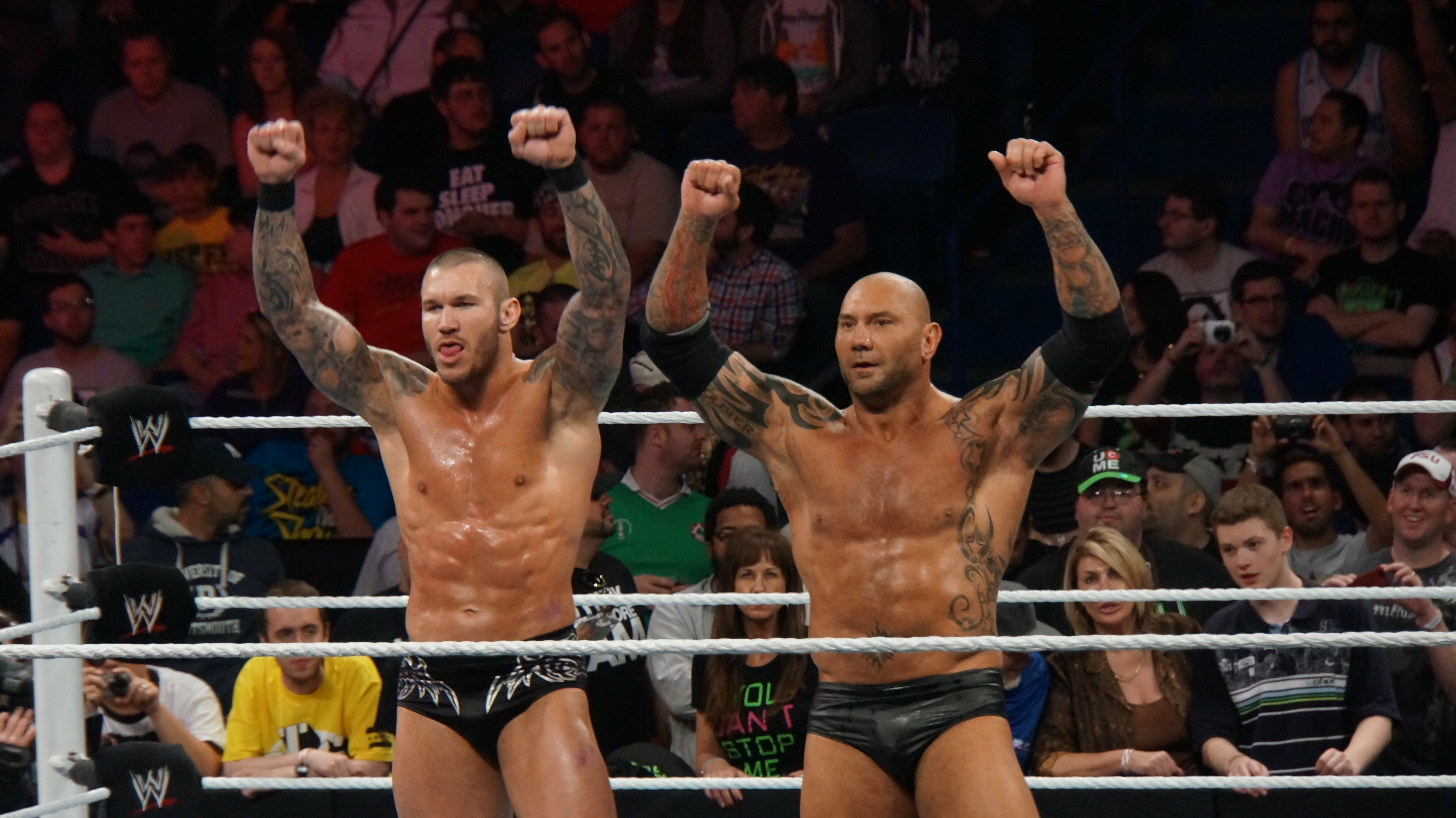
Orton i Batista na tygodniówce Raw

Dobę później po WrestleManii, Orton i Batista wspólnie zażądali rewanżu o WWE World Heavyweight Championship, lecz ostatecznie obaj zawalczyli z The Usos, którzy byli w posiadaniu WWE Tag Team Championship. Przegrali walkę z mistrzami, lecz po walce wspólnie ich zaatakowali. Tej samej nocy, Batista, Orton i Kane zaatakowali Bryana, który miał bronić tytułu w walce z Triple H. Na jego ratunek przybyła grupa The Shield. 14 kwietnia na Raw, Batista, Triple H i Orton wkroczyli do ringu przy grafikach i motywie muzycznym grupy Evolution, po czym zaatakowali Ambrose’a, Rollinsa i Reignsa. Na galach Extreme Rules i Payback, Evolution przegrało z The Shield. 9 czerwca na Raw, The Authority przyznało Ortonowi miejsce w 2014 Money in the Bank ladder matchu o zwakowane WWE World Heavyweight Championship, lecz pojedynek wygrał Cena. 21 lipca na Raw, Roman Reigns zaatakował Ortona, co było motywem ich rywalizacji prowadzącej do walki na SummerSlam, którą wygrał Reigns. Na wrześniowym Night of Champions, Orton pokonał Chrisa Jericho.

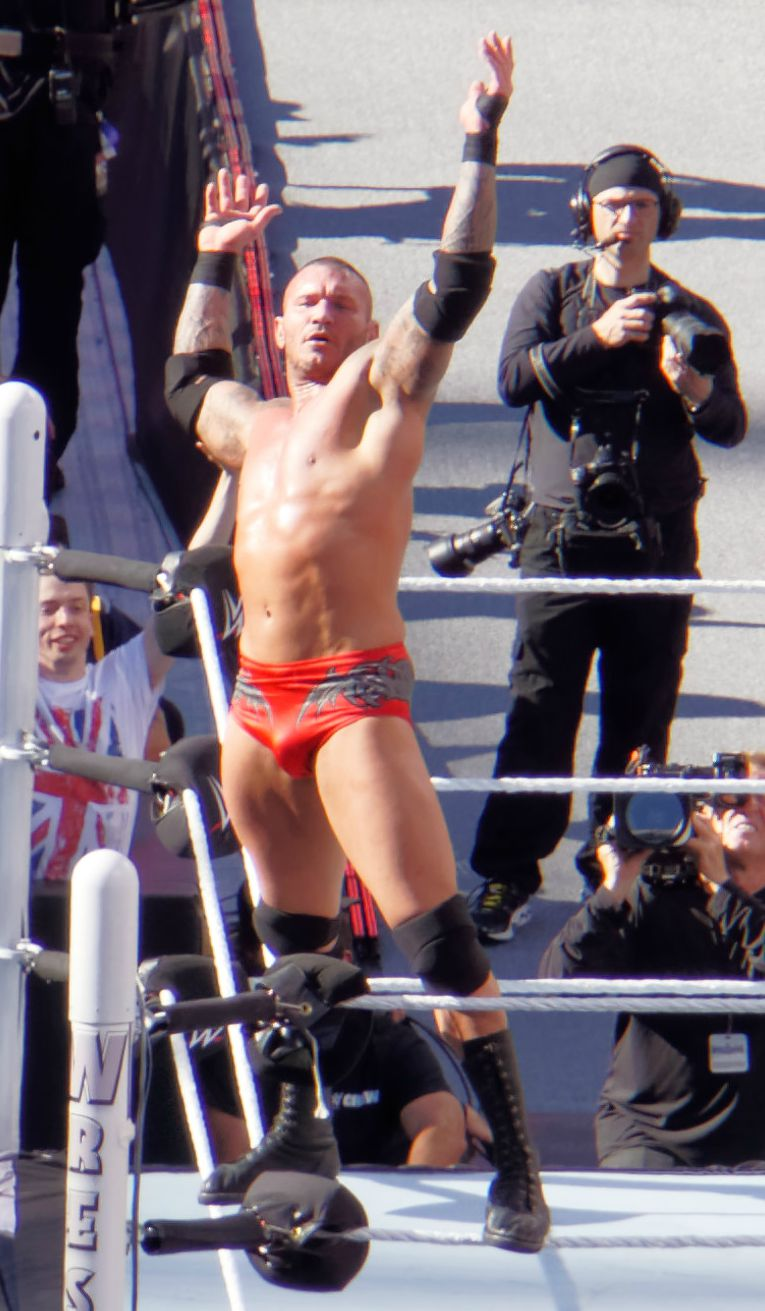
Orton celebrujący po pokonaniu Setha Rollinsa na WrestleManii 31 w marcu 2015

20 października podczas odcinka Raw, Orton otrzymał zgodę od The Authority na walkę z przegranym pomiędzy Johnem Ceną i Deanem Ambrosem. Ambrose wygrał walkę, wskutek czego Orton i Cena po raz kolejny zmierzyli się ze sobą, tym razem w Hell in a Cell matchu. Tydzień przed galą, Seth Rollins zaatakował Ortona wykonując mu Curb Stomp. Na gali Hell in a Cell, Cena pokonał Ortona i stał się pretendentem do WWE World Heavyweight Championship. Dobę później na Raw, Orton zaatakował Rollinsa i bronił się przed The Authority, że to Rollins jest słabym ogniwem grupy; tym samym rozpoczął przemianę charakteru w face’a. 3 listopada na Raw, Orton ponownie zaatakował Rollinsa podczas jego walki z Dolphem Zigglerem o Intercontinental Championship, po czym wyzwał Rollinsa do walki. Walkę wygrał Rollins, zaś po niej Orton został zaatakowany przez członków Authority, gdzie Rollins wykonał Ortonowi Curb Stomb w stalowe schodki.
Na lutowej gali Fastlane po tym, jak The Authority (Big Show, Rollins i Kane) pokonali Zigglera, Ericka Rowana i Rybacka, Orton powrócił i uratował drugą drużynę, po czym wymierzył Jamiemu Noble’owi i Joeyovi Mercury’owi i Kane’owi RKO. Następnej nocy na Raw, Authority próbowało przekonać Ortona do powrotu do „rodziny”, lecz ten nie dawał jednoznacznej odpowiedzi. 9 marca na Raw, podczas 2-on-1 handicap matchu z Rollinsem przeciwko Reignsowi, Orton opuścił swojego partnera powodując ich przegraną. Na WrestleManii 31, Orton pokonał Rollinsa, lecz ten w walce wieczoru wykorzystał swoją walizkę Money in the Bank i zdobył od Brocka Lesnara WWE World Heavyweight Championship. 6 kwietnia na Raw, Orton pokonał Reignsa i Rybacka w triple threat matchu stając się pretendentem do tytułu Rollinsa. Zmierzyli się w Steel Cage matchu, gdzie ruch RKO był zbanowany, zaś Kane był „strażnikiem klatki” i spowodował porażkę Ortona. Na majowej gali Payback odbył się fatal 4-way match, w którym zmierzyli się Orton, Rollins, Dean Ambrose i Reigns; z pojedynku zwycięsko wyszedł Rollins.

#### Wyatt Familly i United States Champion (2015-2018)
Na gali Money in the Bank, Orton nie zdołał zdobyć walizki Money in the Bank na WWE World Heavyweight Championship, którą ostatecznie zdobył Sheamus. Przez wakacje 2015, Orton rywalizował z Sheamusem, którego pokonał na gali Battleground, lecz przegrał z nim na SummerSlam. 7 września na Raw, Orton pokonał Sheamusa w singles matchu, lecz po walce został zaatakowany przez The Wyatt Family. Dwa tygodnie później na Raw, Orton uratował Deana Ambrose’a i Romana Reignsa przed atakiem ze strony Wyatt Family. Walka Ambrose’a i Ortona przeciwko Luke’owi Harperowi i Braunowi Strowmanowi została ogłoszona na galę Hell in a Cell, lecz została anulowana przez odniesienie kontuzji ramienia przez Ortona.
7 lipca 2016 na odcinku SmackDown, Orton został wybrany przeciwnikiem Brocka Lesnara na galę SummerSlam. 19 lipca podczas draftu, Orton został przypisany do brandu SmackDown, zaś Lesnar do brandu Raw. 24 lipca na gali Battleground, Orton powrócił do telewizji jako gość segmentu Highlight Reel prowadzonego przez Chrisa Jericho, gdzie powiedział, że chce pokazać, iż wciąż należy do czołówki, po czym wymierzył prowadzącemu RKO. 26 lipca na tygodniówce SmackDown Live, Orton pokonał Intercontinental Championa The Miza w non-title matchu. 1 sierpnia na Raw podczas wygłaszania przemowy przez Lesnara, Orton pojawił się na arenie i wymierzył swojemu przeciwnikowi RKO. Lesnar odwdzięczył się atakiem na Ortonie dobę później na SmackDown Live. Na gali SummerSlam, Lesnar pokonał Ortona przez techniczny nokaut, pozostawiając zakrwawionego Ortona w ringu.

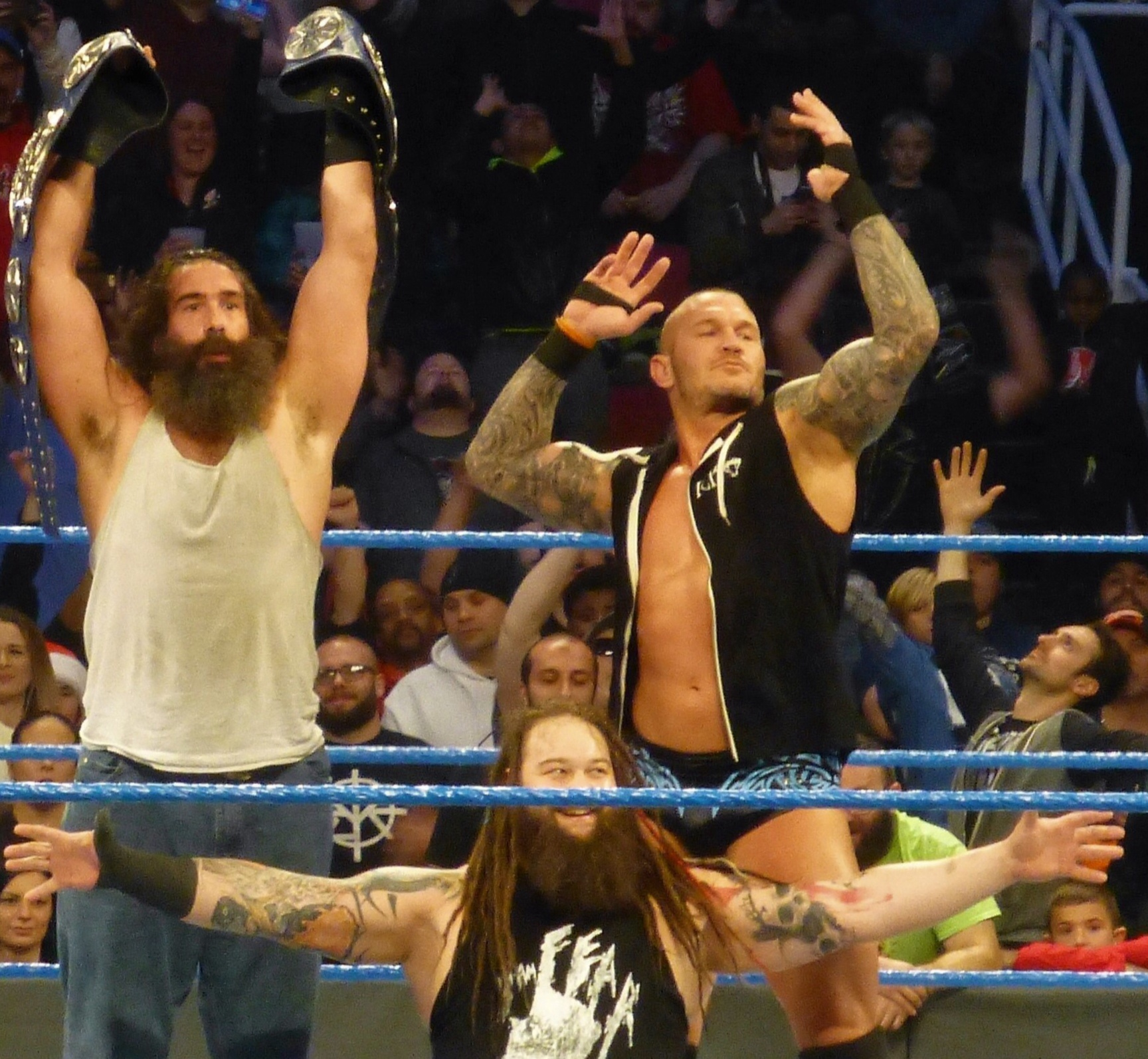
Orton z Lukiem Harperem i Brayem Wyattem w posiadaniu WWE SmackDown Tag Team Championship

23 sierpnia na odcinku SmackDown Live, Orton skonfrontował się z Brayem Wyattem, co wznowiło ich rywalizację. W następnym tygodniu zaakceptował wyzwanie Wyatta do walki z nim na gali Backlash. Przed rozpoczęciem walki, Orton został zaatakowany przez Wyatta na zapleczu, wskutek czego Wyatt wygrał przez poddanie walki. Zostało ujawnione, że przyczyną takiego rozpisania scenariusza była prawdziwa kontuzja odniesiona miesiąc wcześniej na SummerSlam. Ostatecznie zawalczyli ze sobą w walce wieczoru październikowej gali No Mercy, lecz Orton przegrał z powodu interwencji powracającego Luke’a Harpera. 11 października na SmackDown Live, Orton i Kane zawalczyli z Wyattem i Harperem, lecz przegrali pojedynek. Dwa tygodnie później, Kane zawalczył z Wyattem w singles matchu, podczas którego Orton zdradził Kane’a i przyłączył się do grupy The Wyatt Family. 1 listopada na SmackDown Live, Wyatt i Harper pomogli Ortonowi wygrać z Kanem, co potwierdziło ich sojusz.
Tej samej nocy, Orton i Wyatt zostali ujawnieni jako członkowie męskiej drużyny SmackDown na galę Survivor Series. Drużyna SmackDown pokonała drużynę Raw, gdzie Orton i Wyatt byli jedynymi niewyeliminowanymi wrestlerami w pojedynku. Na grudniowej gali TLC: Tables, Ladders & Chairs, Orton i Wyatt pokonali Heatha Slatera i Rhyno zdobywając WWE SmackDown Tag Team Championship, co było pierwszym tag-teamowym mistrzostwem Ortona od ponad dekady. Następnego dnia ogłoszono, że Luke Harper również jest uznawany za mistrza dzięki zasadzie Freebird Rule. 27 grudnia na tygodniówce SmackDown Live, The Wyatt Family straciło tytuły na rzecz American Alpha (Chada Gable’a i Jasona Jordana), gdyż Harper przypadkowo trafił Ortona podczas pojedynku. 29 stycznia na gali Royal Rumble, Orton po raz drugi w karierze wygrał Royal Rumble match poprzez eliminację jako ostatniego Romana Reignsa. Pomimo tego, 14 lutego na SmackDown Live, Orton zadecydował, że dopóki WWE Championship jest w posiadaniu Braya Wyatta, to rezygnuje z walki z nim na WrestleManii 33. 28 lutego na SmackDown Live, Orton zdradził Wyatta i spalił jego charakterystyczną chatkę na bagnach, tym samym ponawiając rywalizację. 7 marca na SmackDown Live, Orton obronił miano pretendenta pokonując AJ Stylesa. Na WrestleManii 33, Orton pokonał Wyatta i zdobył WWE Championship po raz dziewiąty w karierze. Orton przegrał z Wyattem w House of Horrors matchu ze względu na interwencję ze strony Jindera Mahala i The Singh Brothers (Sunila i Samira Singha). Podczas majowej gali Backlash, Orton utracił mistrzostwo na rzecz Mahala. Rozpoczął feud z Jinderem. Na Money in the Bank przegrał rewanż o pas z Mahalem. 23 lipca na gali Battleground ponownie przegrał z „Maharadżą Smackdown” w Punjabi Prison Matchu ze względu na interwencję w walkę rodaka Mahala – The Great Khaliego. Orton zakończył tym samym feud z hinduskim zapaśnikiem. Na Summerslam pokonał Ruseva. 29 sierpnia na SmackDown LIVE połączył siły z Shinsuke Nakamurą i wspólnie z nim pokonał Ruseva i Mahala. Tydzień później, na SmackDown LIVE przegrał z Nakamurą walkę, w której wygrany miał prawo walczyć o WWE Title. Podczas Survivor Series dołączył do drużyny SmackDown LIVE, wyeliminował Finna Bálora finisherem RKO. Sam został jednak wyeliminowany przez Brauna Strowmana. 28 listopada na SmackDown LIVE przegrał z Kevinem Owensem w No Disqualification Matchu, ponieważ podczas walki zaatakował go Sami Zayn. Viper postanowił się zemścić i na następnej tygodniówce niebieskiego brandu pokonał Zayna. Po walce został zaatakowany przez Owensa. W porę jednak zainterweniował Shinsuke Nakamura, a Randy wykonał na Samim RKO. 19 grudnia na SmackDown razem z AJ Stylesem i Nakamurą pokonał Mahala, Owensa i Zayna.
Różne rywalizacje i powrót Legend Killer'a (2018-obecnie)
Po krótkiej przerwie, Orton powrócił na Extreme Rules i zaatakował Jeffa Hardy'ego po meczu z Shinsuke Nakamurą o mistrzostwo Stanów Zjednoczonych. Dwie noce później na SmackDown, Orton ingerował w rewanż Jeffa i ponownie go zaatakował. 21 sierpnia na odcinku SmackDown Live, Orton i Hardy zmierzyli się w meczu, który zakończył się dyskwalifikacją. Na Hell in a Cell, Orton pokonał Hardy'ego w tytułowym meczu. 9 października na SmackDown Live, Orton pokonał powracającego Big Show'a, kwalifikując się tym samym do WWE World Cup na Crown Jewel, a na samym evencie przegrał z Rey Mysterio w pierwszej rundzie. Następnie rozpoczął feud z Mysterio, kradnąc jego maskę w odcinku SmackDown Live z 21 listopada i nosząc ją ze sobą przez kilka tygodni. Na TLC, Orton przegrał z Mysterio w meczu krzesłami. Na Royal Rumble 2019, Orton wszedł do meczu pod numerem 29, eliminując Mysterio, ale później sam został wyeliminowany przez Andrade. Orton wziął udział meczu Elimination Chamber na evencie o tej samej nazwie, gdzie wyeliminował AJ Stylesa, a później sam został wyeliminowany przez Kofiego Kingstona. Następnie rozpoczął feud z AJ Stylesem, w którym obaj oskarżali się o swoją przeszłość w biznesie. Na WrestleManii 35, Orton przegrał ze AJ Stylesem. W lipcu Orton feudował z Kingstonem o WWE Championship, który doprowadził go na SummerSlam i Clash of Champions, ale ostatecznie nie zdobył tytułu. Na Crown Jewel i Survivor Series, Orton brał udział w meczach tag teamowych, ale jego drużyna żadnego z nich nie wygrała. Podczas draftu w 2019 został przeniesiony na Raw. Na Royal Rumble 2020, Orton wszedł do tytułowego meczu z numerem 25 i wyeliminował Karla Andersona, ale później sam został wyeliminowany przez swojego byłego tag team partnera z Rated-RKO, Edge'a, który powrócił do akcji od czasu przejścia na emeryturę z powodu kończącego karierę urazu szyi w 2011 roku. Orton i Edge rozpoczęli feud, walcząc ze sobą w meczu Last Man Standing na WrestleManii 36, który Orton przegrał. Ich drugi mecz na Backlash wygrał Orton. Następnej nocy na Raw, przyjaciel Edge'a i były tag partner, Christian, wyzwał Ortona na niesankcjonowany mecz, który Orton wygrał z pomocą Ricka Flaira. W ciągu następnych kilku tygodni Orton wrócił do swojego starego gimmicku Legend Killer i zaczął "zabijać" legendy, takie jak Flair czy Shawn Michaels, jednocześnie stając się coraz bardziej szalonym i zachłannym. Oświadczył, że chce wygrać mistrzostwo WWE od Drew McIntyre'a, ale ostatecznie przegrał mecz o mistrzostwo na SummerSlam. Następnej nocy na Raw przerwał mu debiutujący Keith Lee.

## Kariera aktorska
Jako były żołnierz Marines, Orton miał być postacią pierwszoplanową filmu W cywilu 2 (2009), lecz ze względu na odniesienie kontuzji został zastąpiony przez Teda DiBiasego. Grał postać ojca szkolnego chuligana w komedio-dramacie That’s What I Am (2011). Ponownie zaproponowano mu udział w filmie W cywilu 3, lecz został zastąpiony przez The Miza. W 2013 wystąpił w głównej roli filmu 12 rund 2. Orton wystąpił jako gość specjalny serialu Shooter.

## Inne media
W 2004, Orton pojawił się w talk-show Jimmy Kimmel Live! w celu promocji gali Taboo Tuesday. W marcu 2007 wraz z Edgem, Johnem Ceną i Bobbym Lashleyem wystąpił w teleturnieju Grasz czy nie grasz.
W październiku 2014 stały się popularne krótkie 6-sekundowe filmy (tzw. Vine’y), na których umieszczano animację Ortona wykonującego ruch RKO w śmiesznych sytuacjach, w których ktoś upadał przodem na ziemię.

## Życie prywatne
Orton mieszka w St. Charles w Missouri. 21 września 2007, Orton poślubił Samanthę Speno. Doczekali się pierwszej córeczki, Alanny Marie Orton, która urodziła się 12 lipca 2008. Orton i Speno rozwiedli się w czerwcu 2013, ówcześnie będąc w separacji od końca 2012. 14 listopada 2015 wziął za żonę Kimberly Kessler. Druga córka Ortona (i czwarte dziecko Kessler), Brooklyn Rose Orton, urodziła się 22 listopada 2016.
19 marca 2007, magazyn Sports Illustrated umieścił artykuł na swojej stronie, w którym kontynuowano tematykę używania sterydów przez profesjonalnych atletów w różnych sportach. Wymieniono między innymi obecne i byłe gwiazdy WWE, w tym Ortona, którego podejrzewano o korzystanie z anastrozolu, klomifenu, nandrolonu, oxandrolonu, stanozololu oraz testosteronu. WWE odparło zarzuty twierdząc, że od czasu wprowadzenia zasad antydopingowych w lutym 2006 nie wykryto niepożądanych substancji.

## Filmografia

### Filmy fabularne
| Rok  | Tytuł                                          | Rola                 | Reżyser         |
| ---- | ---------------------------------------------- | -------------------- | --------------- |
| 2011 | To cały ja (That’s What I Am)                  | Ed Freel             | Michael Pavone  |
| 2013 | 12 rund 2 (12 Rounds 2: Reloaded)              | Nick Malloy          | Roel Reiné      |
| 2015 | The Condemned 2: Desert Prey (The Condemned 2) | Will Tanner          | Roel Reiné      |
| 2016 | Countdown                                      | w roli samego siebie | John Stockwell  |
| 2017 | Changeland                                     | Martin               | Seth Green      |
| 2019 | Long Shot                                      | TBA                  | Jonathan Levine |

### Seriale TV
| Rok  | Tytuł                                 | Rola                 |
| ---- | ------------------------------------- | -------------------- |
| 2007 | Grasz czy nie grasz (Deal or No Deal) | w roli samego siebie |
| 2016 | Shooter                               | James Richards       |
| 2018 | Grzmotomocni (The Thundermans)        | Nick Thunderman      |

## Styl walki
- Finishery
  - Full nelson slam – OVW; w WWE używany jako zwykły ruch
  - O-Zone (Overdrive)[2] – 2002–2003
  - RKO[1][2][317] (Jumping cutter, często wykonywany jako kontra) – od 2003
  - Running punt kick w czaszkę przeciwnika[2], najczęściej powodując kontuzje (według scenariusza) – od 2020 używany ponownie
- Inne ruchy
  - Corner clothesline[318]
  - Diving crossbody[2]
  - Dropkick[2]
  - Elevated DDT, najczęściej wykonywany z nogami przeciwnika podpartymi o środkową linę[319]
  - European uppercut[2]
  - Gutwrench elevated neckbreaker[320]
  - Inverted headlock backbreaker[2][319]
  - Leaping knee drop[321][322]
  - Lou Thesz press z dodaniem wielu ciosówref name=„OWOW”/>[319]
  - Wiele wariacji suplexów
    - Belly-to-back suplex, czasem wykonywany w barykadę[323]
    - Exploder suplex[324][325][326]
    - Side belly-to-belly suplex[320]
    - Slingshot suplex[323]
    - Superplex[320] – zaadaptowane od jego ojca

  - Olympic slam[322][327]
  - Snap scoop powerslam[328][329]
  - Swinging neckbreaker[321]
- Z Batistą
  - Drużynowe finishery
    - Kombinacja powerbomb (Batista) / jumping neckbreaker (Orton)[330][331]
- Z Edgem
  - Drużynowe finishery
    - Con-chair-to
    - Double RKO (Double jumping cutter)[332]

  - Inne ruchy drużynowe
    - Double dropkick
- Menedżerowie
  - Bob Orton
  - Lita
  - Ric Flair
  - Stacy Keibler
- Przydomki
  - „The Apex Predator”[333]
  - „The Legend Killer”[334]
  - „Mr. Money in the Bank”
  - „The Viper”[335]
- Motywy muzyczne
  - World Wrestling Entertainment/WWE
    - „Blasting” ~ Jim Johnston (25 kwietnia 2002 – 3 lutego 2003)
    - „Evolve” ~ Jim Johnston (10 lutego 2003 – 16 czerwca 2003)
    - „Line in the Sand” ~ Motörhead[336] (14 lipca 2003 – 23 sierpnia 2004; 14 kwietnia 2014 – 2 czerwca 2014; używany jako członek grupy Evolution)
    - „Burn in My Light” ~ Mercy Drive (30 sierpnia 2004 – 5 maja 2008)
    - „This Fire Burns” ~ Killswitch Engage (3 marca 2006 – 10 marca 2006)
    - „Voices” ~ Rev Theory (od 12 maja 2008)[337]
    - „Live in Fear” ~ Mark Crozer[338] (8 listopada 2016 – 28 lutego 2017; używany jako członek grupy The Wyatt Family)

## Mistrzostwa i osiągnięcia
- Ohio Valley Wrestling

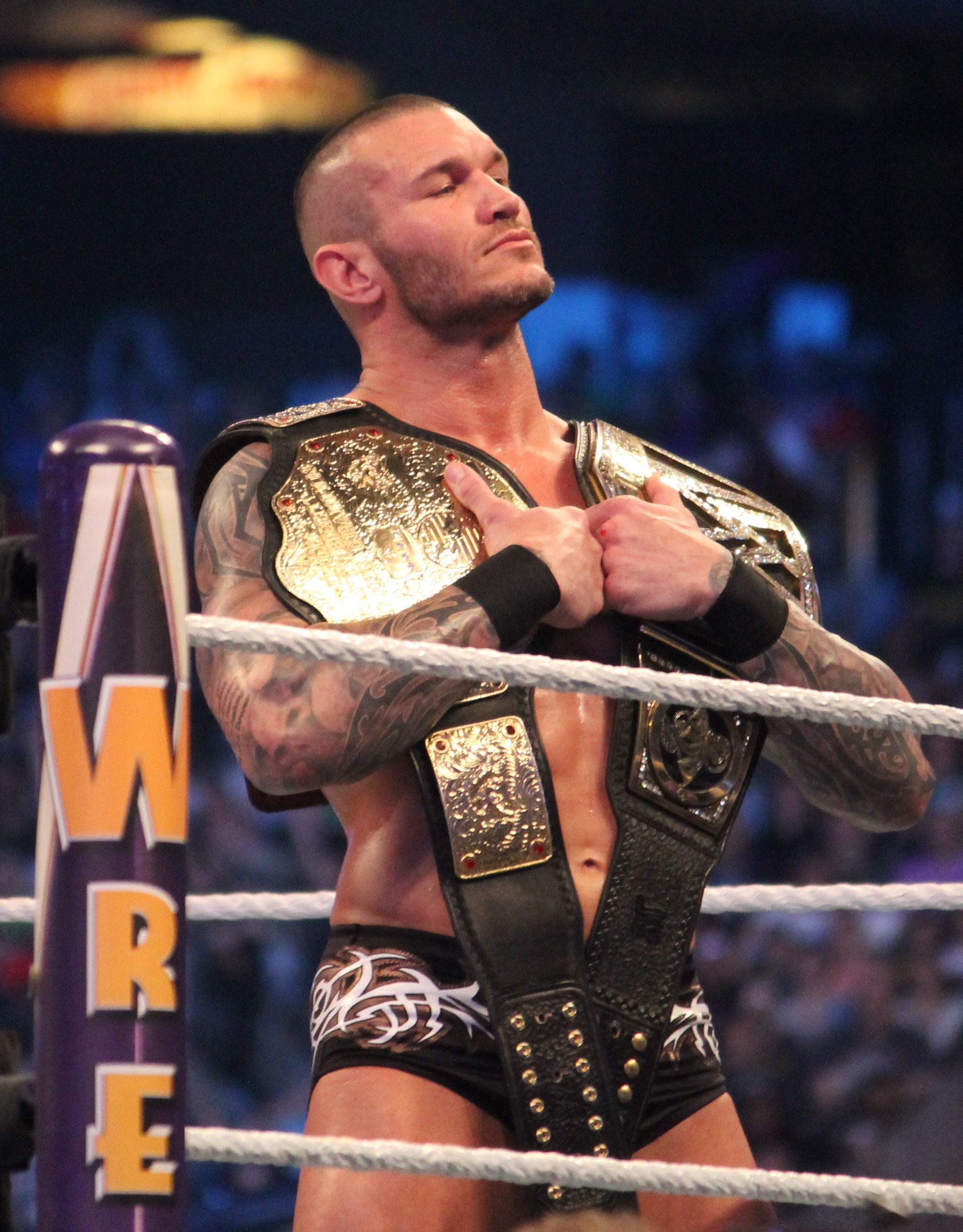
Orton jako ośmiokrotny WWE Champion (prawy pas) i czterokrotny World Heavyweight Champion (lewy pas), będąc dwunastokrotnym światowym mistrzem w WWE

  - OVW Hardcore Championship (2 razy)[8]
- Pro Wrestling Illustrated
  - Feud roku (2009) vs. Triple H[339]
  - Najlepszy heel (2007, 2009)[339]
  - Największy progres roku (2004)[339]
  - Najlepszy face (2010)[339]
  - Debiutant roku (2001)[339][340]
  - Zawodnik roku (2009, 2010)[339]
  - PWI umieściło go na 1. miejscu w top 500 wrestlerów rankingu PWI 500 w 2008[341]
- World Wrestling Entertainment/WWE
  - World Heavyweight Championship (4 razy)[44][342]
  - World Tag Team Championship (1 raz)[84] – z Edgem
  - WWE Championship / WWE World Heavyweight Championship (9 razy)[12][343][344][345]
  - WWE Intercontinental Championship (1 raz)[40]
  - WWE United States Chaminship (1 raz)
  - WWE SmackDown Tag Team Championship (1 raz) – z Brayem Wyattem i Lukiem Harperem
  - Money in the Bank (2013)
  - Royal Rumble (2009, 2017)
  - Siedemnasty Triple Crown Champion
  - Slammy Award za Hashtag of the Year (2014) – #RKOOuttaNowhere
  - Dwudziesty drugi Grand Slam Champion
- Wrestling Observer Newsletter
  - Największy progres (2004)[346]
  - Najbardziej przeceniany wrestler (2013)[347]